# Buddleja auriculata
Espèce
Classification APG II (2003)
Buddleja auriculata est un arbuste originaire du sud de l'Afrique et appartenant à la famille des Loganiacées (classification classique) ou des Scrofulariacées (classification phylogénétique).